# Nikola Bezmalinović
Nikola Bezmalinović (Nick Bez) (Selca, Brač, 25. kolovoza 1895. − Seattle, 6. veljače 1969.), američki industrijalac i političar hrvatskoga podrijetla 

## Životopis
Rodio se je u Selcima na otoku Braču. U dobi od SAD zaputio se je u SAD, s posuđenih 15 dolara od svog oca. Ukrcao se je na talijanski brod i u New York je stigao 1910. godine. Radio je u restoranu, sve dok nije dovoljno zaradio za put na Zapad. Čuo je priče o zlatnoj groznici na Aljaski. Bio je upoznat s činjenicom da brojni Hrvati iz njegovog kraja žive u Tacomi. Zime 1911. došao je u Tacomu. Ondje je radio u pilani i poslije na tegljaču. Kad je zaradio dovoljno, kupio je svoj ribarski brod koji je lovio potegačom te je radio kao ribar. 1919. je godine postao američki državljanin, a ime i prezime si je amerikanizirao u Nick Bez. Kad je stekao dovoljno novaca, osnovao vlastitu ribarsku flotu, proširio poslovanje na rudnike zlata i zrakoplovne tvrtke (Alaska Southern Airways koji je kupio 1931. i poslije prodao Pan Americanu za veliku maržu; u vlasništvo West Coast Airlinesa je došao 1946.; Air West, koji je bio dijelom West Coast Airlinesa, prodao je Howardu Hughesu za velike novce; osnovao Western Airlines). Bio je tvorničar ribljih konzervi od 1946. godine, a za to je dobio potporu vlade u Washingtonu i Reconstruction Finance Corporationa.
U Bezmalinovićevoj floti bio je brod Pacific Explorer, brod koji je bio tanker u prvom svjetskom ratu. Bezmalinović ga je prenamijenio u ribarski brod, koji je u svoje vrijeme bio najveći i najskuplji ribarski brod na svijetu.
Jedan od najbogatijih i najutjecajnijih američkih Hrvata svojega doba. Važio je kao prvi hrvatski milijunaš. Djelovao je u Ujedinjenom vijeću Amerikanaca južnoslavenskog podrijetla (osnovanog 1943. godine). Bio je član vodstva u Demokratskoj stranci i vrlo utjecajan u američkoj politici.
Bio je članom Prijevozničkog vijeća Odjela za trgovinu SAD (Transportation Council of the United States Department of Commerce), Nacionalnog Demokratskog kluba (National Democratic Club) i brojnih drugih organizacija.
Oženio se je za Magdalene Doratich, Hrvaticu rođenu u SAD. S njom je dobio dvojicu sinova. Živjeli su u Gig Harboru, a dnevno je putovao u Seattle nadgledati poslovanje svojih kompanija, a na kraju su se preselili u Seattle.
Umro je 1969. godine.

## Vanjske poveznice
- Nikola Bezmalinović Hrvatska tehnička enciklopedija, portal hrvatske tehničke baštine. LZMK